# Capparis klossii
Capparis klossii là một loài thực vật có hoa trong họ Capparaceae. Loài này được Ridl. mô tả khoa học đầu tiên năm 1920.